# Terebella hesslei
Terebella hesslei är en ringmaskart som beskrevs av Annenkova-Chlopina 1924. Terebella hesslei ingår i släktet Terebella och familjen Terebellidae. Inga underarter finns listade i Catalogue of Life.